# 名神自動車道
もしかして
- 名神高速道路

ではありませんか？